# CKay
Чуквука Еквеані (народився 16 липня 1995 року) (більш відомий під сценічним псевдонімом Ckay ) (стилізований як CKay ) — співак, автор пісень і продюсер звукозапису, який підписав контракт з Warner Music South Africa.Раніше він підписав контракт з Chocolate City , членом незалежного лейбла Warner Music Group ADA . Його міжнародний хіт « Love Nwantiti », також відомий як «Love Nwantiti (Ah Ah Ahh)», був випущений у 2019 році Chocolate City. 29 березня 2022 року пісня дебютувала на першому місці після запуску чарту Billboard Afrobeats.  9 травня 2022 року вона стала першою в історії африканською піснею, яка перевищила мільярд трансляцій на Spotify, і з тих пір її вважають «найбільшим хітом в історії Африки».
Аса Асіка підписав Ккея з The Plug Entertainment під керівництвом під час раннього піку його глобальної кар'єри як менеджера Ккея.

## Раннє життя
Чуквука Еквеані народився в Кадуні, штаті на північному заході Нігерії. Він походить з ігбо зі штату Анамбра. Його любов до музики була викликана його батьком, який був хоровим диригентом у місцевій церкві.У дитинстві він був зворушений музичними інструментами , що спонукало його навчитися грі на фортепіано у свого батька . Після цього друг познайомив його з виробничим програмним забезпеченням Fruity Loops. Чуквука розпочав свою музичну кар'єру як учасник гурту, який складався з нього та двох інших товаришів по гурту, перш ніж розпочати сольну кар'єру як CKay.

## Кар'єра
2014–2017: Шоколадне місто і хто, на біса, CKay?
У 2014 році він переїхав до Лагоса після того, як його виявили. Підписавшись з Loopy Music, він почав працювати з Chocolate City на початку 2015 року.6 травня 2016 року він випустив рекламний сингл під назвою «Bad Musician Bad Producer», інструментальна композиція якого була доступна для безкоштовного завантаження в усіх нігерійських блогах для комерційного використання для каверів, клубів і трансляцій. Після злиття Loopy Music у 2016 році він офіційно приєднався до списку артистів Chocolate City 31 серпня 2016 року.23 жовтня 2016 року кавер-версія «Bad Musician Bad Producer» Келлі Джобула номінована TNMA і отримала спеціальне визнання CKay. 11 вересня 2017 року він випустив Who the Fuck Is CKay? - ep, через Шоколадне місто.
2018–2021: «Love Nwantiti», Warner Music Africa та «Emiliana»
2 березня 2018 року він випустив «Container», афробіт-запис, на який вплинув південноафриканський танцювальний стиль гвара гвара. Ця пісня стала проривом у Нігерії та принесла йому значну популярність.Він був випущений через Chocolate City і був спродюсований Tempoe.6 липня 2018 року він випустив музичний кліп, режисером і знятим Міфом. 30 серпня 2019 року він випустив свою другу розширену п'єсу CKay the First through Chocolate City. Проект породив хіт «Love Nwantiti», який став головною платівкою в Нігерії. 14 лютого 2020 року CKay випустив ремікс під назвою «Love Nwantiti (Ah Ah Ah)» за участю Джобоя та Куамі Євгена. У 2021 році він став вірусним у TikTok і став міжнародним хітом, потрапивши в чарти Європи, Африки, Австралії та Нової Зеландії, а також досягнувши 23 місця у Великій Британії та принісши йому перший запис у US Billboard Hot 100 Північноафриканський ремікс за участю ElGrande Toto став популярним у країнах Магрибу та Німеччині. Французький ремікс включає Franglish, німецький ремікс за участю Frizzo, Joeboy та Kuami Eugene, іспанська версія з De La Ghetto, східноафриканський ремікс за участю Rayvanny, а південноафриканський ремікс за участю Tshego та Gemini Major.
2022–тепер: «Ватаві»
24 травня 2022 року «Beggie Beggie» Старра приніс йому особливе визнання The Headies у категорії «Найкраща співпраця». 17 червня 2022 року він випустив пісню «Watawi» за участю Davido, Focalistic і Abidoza, яка посіла 13 місце в рейтингу TurnTable Top 50 Нігерії та супроводжувалася музичним кліпом, знятим Далією Діас. 20 червня 2022 року CKay став другим африканським виконавцем, який досяг 1,2 мільярда потоків, і його перевершили 200 мільйонів потоків від Burna Boy, як найбільшого потоку з загальним показником 1,4 мільярда потоків . 18 серпня 2022 року CKay перевищив 100 мільйонів потоків на Boomplay і отримав золоту клубну табличку від Boomplay.Згідно з аналізом даних Boomplay, станом на 18 серпня 2022 року музика CKay була частиною 3549 списків відтворення з понад 120 країн, які насолоджувалися та транслювали пісні Ckay на Boomplay.

CKay has personally dubbed his sound "Emo-afrobeats", to note his focus on emotional and romantic lyricism in his music. CKay has made tracks in a variety genres including Afrobeats, R&B and dancehall. On 4 June 2019, in an interview with Ayo Onikoyi of Vanguard Nigeria, he described his style of music as Afro-pop from the future (2056 A.D specifically). On 24 September 2021, the OCC writer Helen Ainsley, describes CKay's music as fusing Afrobeats with pop, electronic music, and even interpolating classical music. On 29 October 2021, Nelson C.J. of Teen Vogue, listed CKay among other Nigerian artists confused to be Alté singers.